# Comuna Jorjivka, Șîșakî
Jorjivka (în ucraineană Жоржівка) este o comună în raionul Șîșakî, regiunea Poltava, Ucraina, formată din satele Hrîstivka, Jorjivka (reședința), Kîselîha, Kolodeajne și Pavlivka.

## Demografie
Componența lingvistică a comunei Jorjivka
     Ucraineană (97,46%)
     Rusă (1,82%)
     Alte limbi (0,6%)
Conform recensământului din 2001, majoritatea populației comunei Jorjivka era vorbitoare de ucraineană (97,46%), existând în minoritate și vorbitori de rusă (1,82%).